# Curtis Brown
Curtis Lee Brown (Elizabethtown, 11 de março de 1956) é um astronauta norte-americano, veterano de seis missões espaciais.

## Carreira militar
Engenheiro e oficial da Força Aérea dos Estados Unidos, Brown formou-se pela Academia da Força Aérea com a patente de segundo-tenente em 1978, completando seu treinamento como piloto na Base Aérea de Laughlin, no Texas. Pilotou e foi instrutor de voo de diversos tipos de aviões até 1985, quando cursou a Escola de Pilotos de Teste da Força Aérea dos Estados Unidos e depois de graduado serviu como piloto de testes de A-10 Thunderbolt II e F-16 na Base Aérea de Eglin, na Flórida, até ser selecionado para o curso de astronautas da NASA. No total, acumulou 6000 horas de voo em jatos de combate.

## Carreira espacial

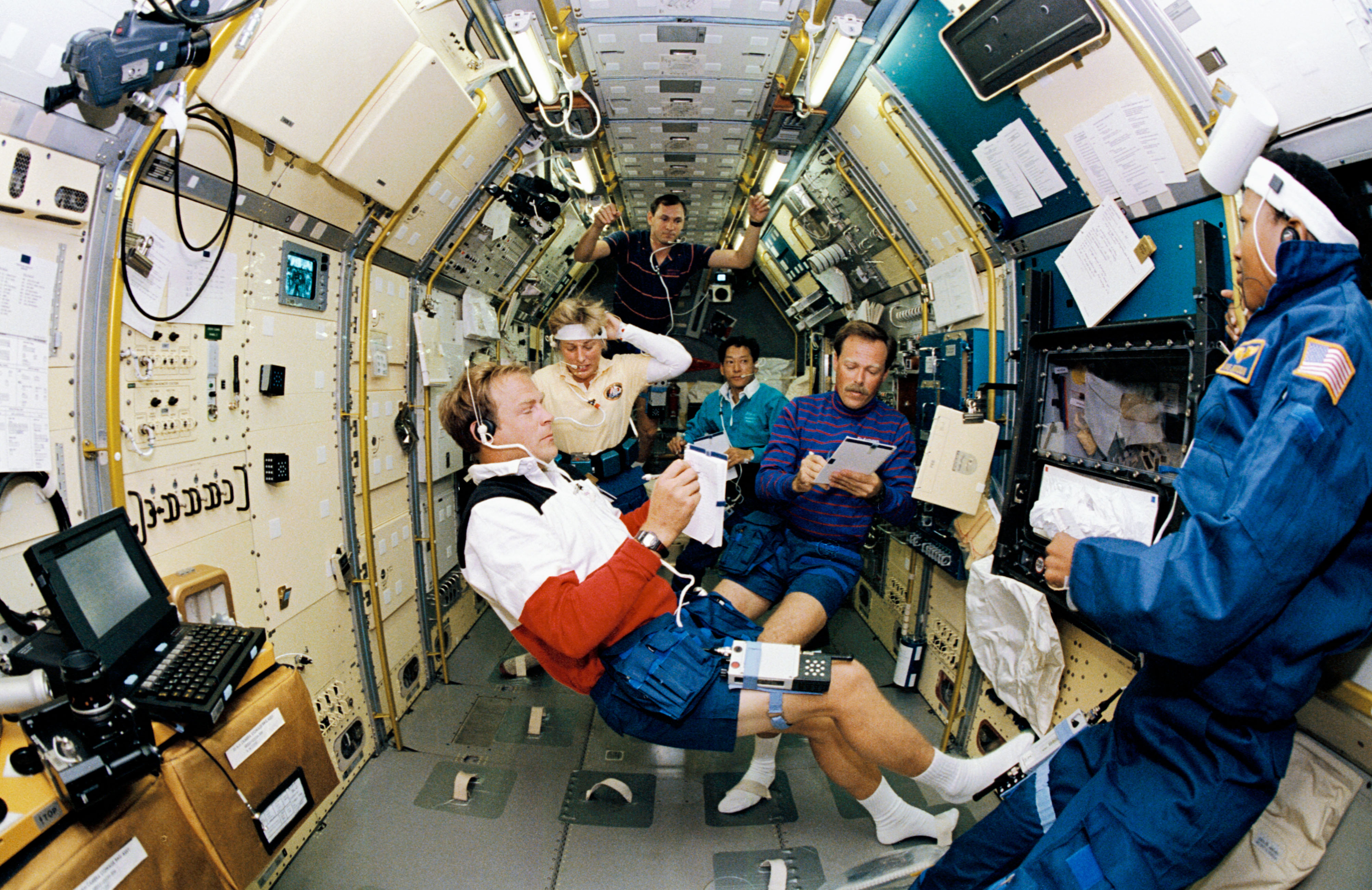
Imagem da missão STS-47

Em agosto de 1988 Brown tornou-se astronauta e teve como primeiras funções colaborar na modernização do simulador de voo dos ônibus espaciais, chefiar a equipe de apoio no lançamento de astronautas (ingresso e preparação da tripulação dentro da nave), monitoração da tripulação no regresso e servir como CAPCOM.
Sua seis missões no espaço foram: como piloto, da STS-47 Endeavour em setembro de 1992, missão do Spacelab em cooperação com o Japão, ligada à biologia e processamento de materiais no espaço; STS-66 Atlantis em novembro de 1994, uma missão com o laboratório ATLAS-3 e STS-77 Endeavour em maio de 1996 , uma missão de dez dias, na qual a tripulação colocou em órbita quatro satélites e passou 21 horas voando em formação com eles no espaço.
Em agosto de 1997, Brown teve seu primeiro comando, na quarta ida ao espaço, da STS-85 Discovery, uma missão de doze dias onde a tripulação testou equipamento destinado a ser usado na futura Estação Espacial Internacional. Foi novamente comandante da STS-95 Discovery, em novembro de 1995, que colocou em órbita o satélite de observação solar Spartan e obteve grande publicidade, por ser o voo em que o astronauta John Glenn, o primeiro americano em órbita em 1962 e então senador, voltou ao espaço como parte da tripulação, aos 77 anos de idade.
Sua última missão espacial foi em dezembro de 1999, como comandante da STS-103, terceiro voo consecutivo na Discovery, em que a tripulação instalou novos instrumentos e modernou o sistema de funcionamento do telescópio espacial Hubble.